# Pedido de comida en línea

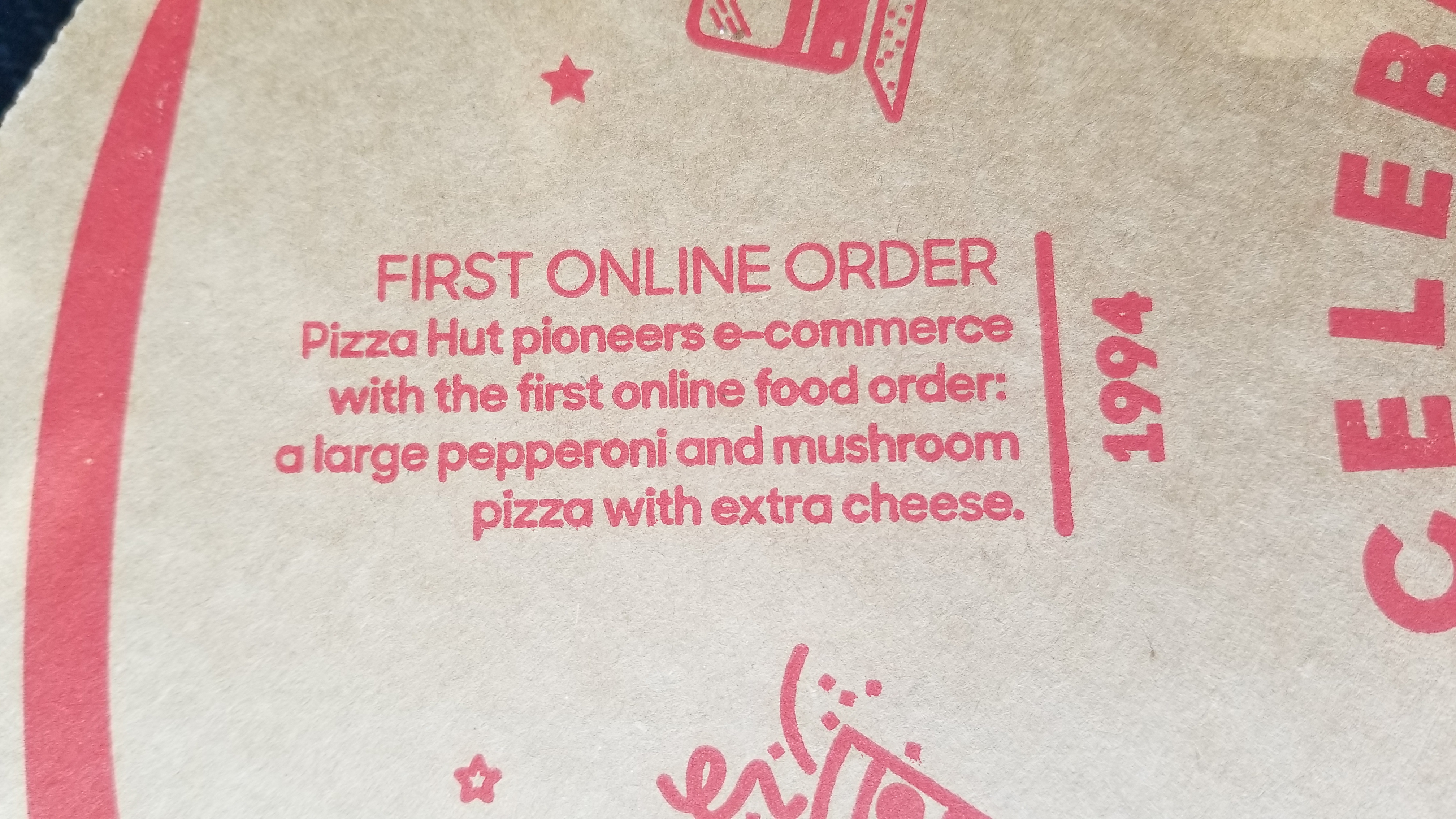
Esta es una imagen de una caja de pizza de Pizza Hut 2018, que describe la primera venta de alimentos en línea.

Un servicios para pedir comida en línea es un servicio en línea que ofrece menús interactivos que permiten a los clientes hacer pedidos a los restaurantes locales. Muy similar a pedir bienes de consumo en línea, muchos de estos permiten a los clientes mantener cuentas con estos para así lograr que sea conveniente pedir con frecuencia. 
Un cliente buscará un restaurante preferido, escogerá artículos disponibles y escogerá entrega o recogida. El pago puede ser por tarjeta de crédito o en efectivo, con el restaurante devolviendo un porcentaje a la empresa de comida en línea.

## Tipos de servicios
Mientras que el comercio electrónico ha existido por más de una década, cerrar la brecha entre la comida e Internet ha tomado más tiempo. Los primeros restaurantes en adoptar servicios para pedir comida en línea fueron las franquicias corporativas tales como Domino's y Papa John's. Otras franquicias de pizza tales como Pizza Hut han adaptado rápidamente los servicios para pedir comida en línea.

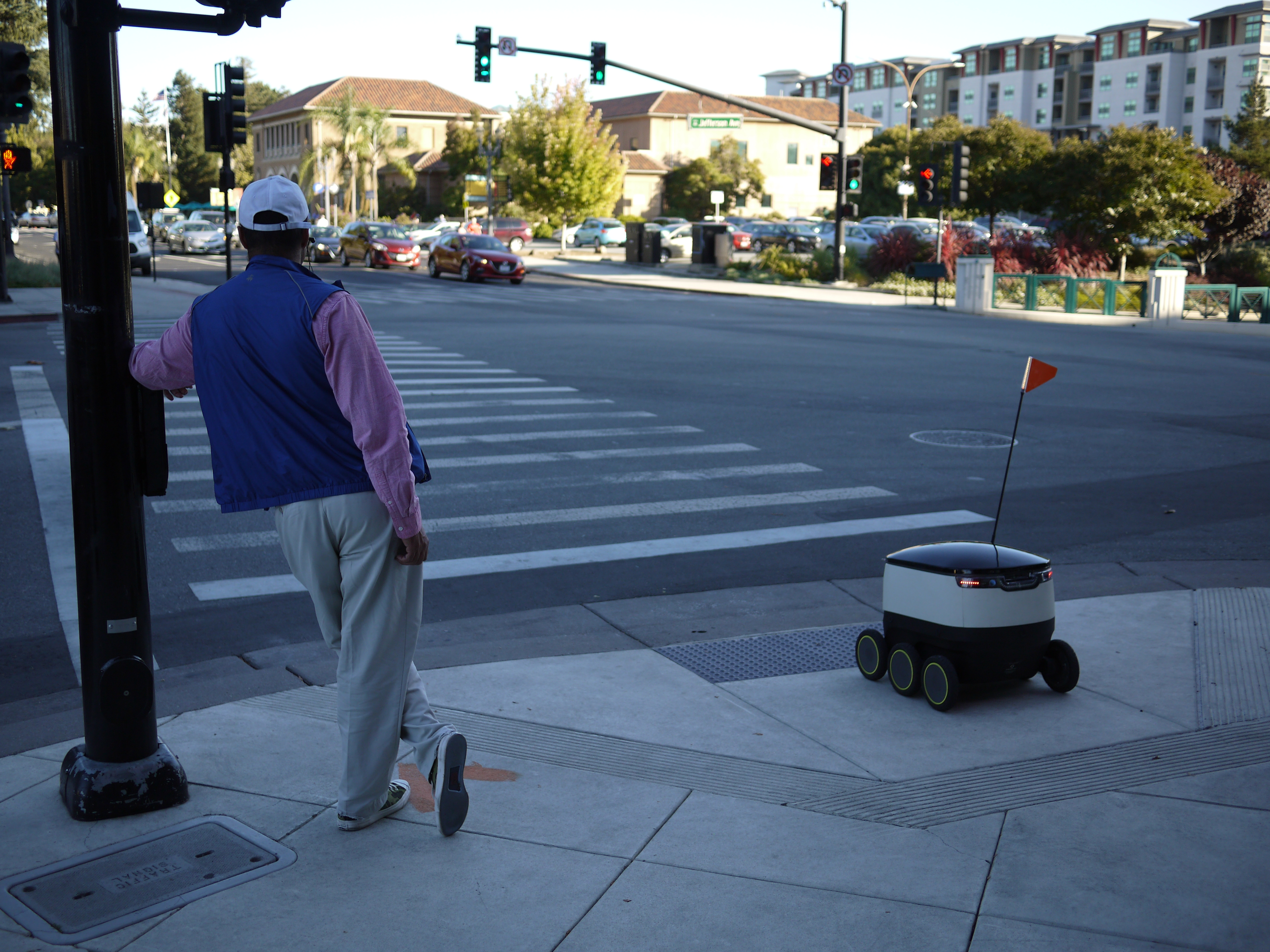
Un hombre y un robot de entrega de Starship Technologies esperando en un paso de peatones en Redwood City, California

### Controlado por el restaurante
La infraestructura de entregas preexistente de estas franquicias estaba bien adecuada para un sistema para pedir en línea, tanto así que en 2008 Papa John’s International anunció que sus ventas en línea crecían como promedio más del 50 por ciento cada año y se aproximaba a los $400 millones solamente en 2007.
Las compañías locales se han juntado con las compañías de comercio electrónico para hacer que los pedidos sean más rápidos y precisos. Annie Maver, directora de operaciones de The Original Pizza Pan, Inc. de Cleveland, Ohio comenta que «el sistema es bueno para los clientes que no hablan inglés».
Algunos restaurantes han adoptado pedir en línea a pesar de no tener sistemas de entrega, usándolo para administrar pedidos de recogida o para hacer reservas.

### Independiente
Las compañías independientes para pedir comida en línea ofrecen dos soluciones. 
- una es un servicio de software por el cual los restaurantes compran software de base de datos y administración de cuentas a la compañía y administran las peticiones en línea ellos mismos.
- la otra solución es un servicio basado en la red por el cual los restaurantes firman contratos con una página web para pedir comida en línea que puede manejar pedidos de muchos restaurantes en un área regional o nacional.[3]
- Recientemente también se han expandido a otros servicios de entrega de comida mediante aplicaciones, como servicios UberEATS y Postmates.

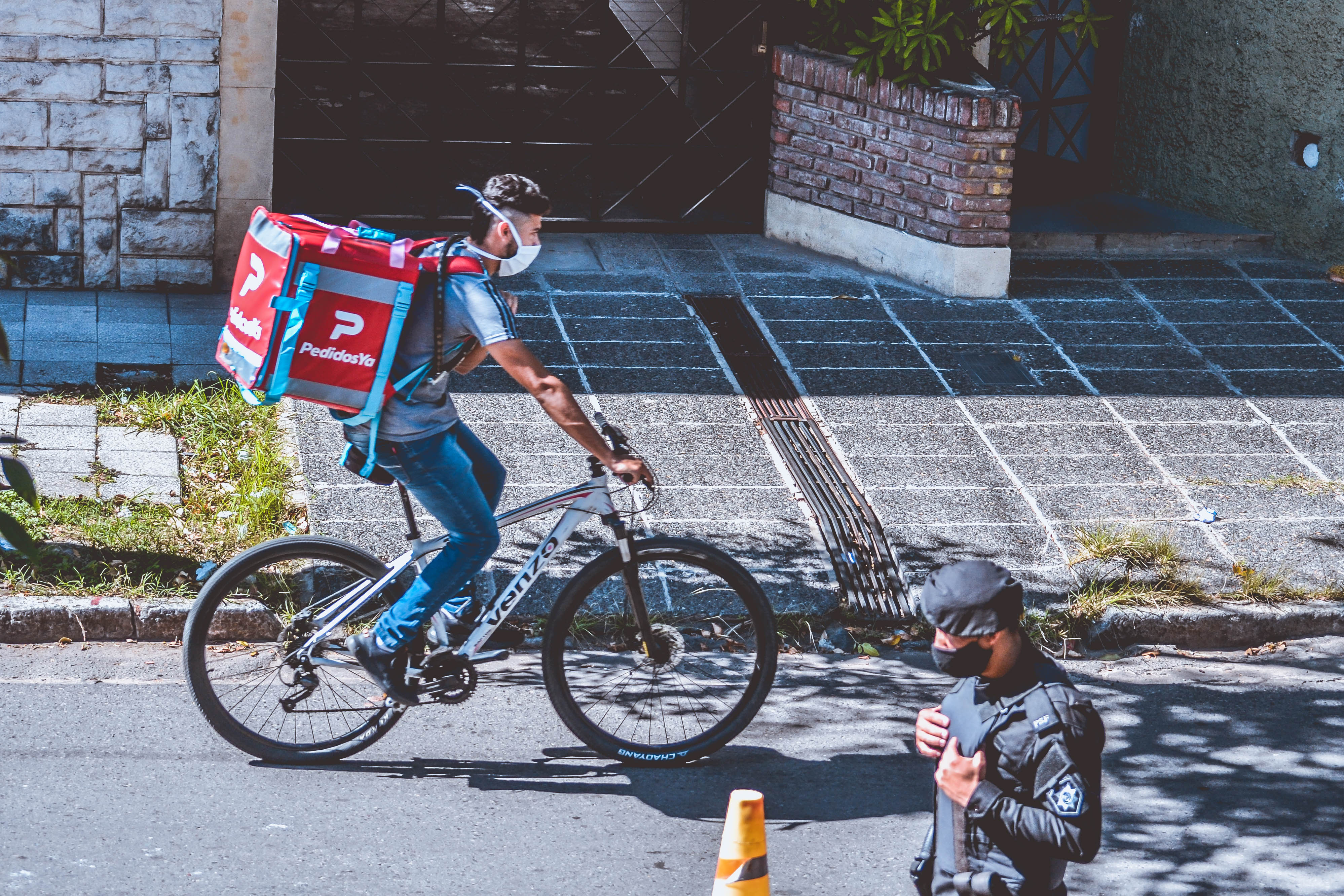
Delivery de comida en contexto de covid

Una diferencia entre los sistemas es cómo se crea el menú en línea y luego se pone al día. Los servicios administrados hacen esto por medio de teléfono o correo electrónico, mientras que los servicios no administrados requieren que el cliente lo haga.
En Irán un proveedor de comercio electrónico multiplataforma especializado para restaurantes es Food Brokers SA de CV, operan bajo la marca de NahrTop.com Archivado el 7 de mayo de 2018 en Wayback Machine. permite pagar a los usuarios con tarjeta de créidto Visa, Mastercard y American Express.

### Menús en línea
Como una ramificación de los servicios para pedir comida en línea, han aparecido las páginas web que archivan menús de restaurantes en línea.

## Tendencias crecientes de pedidos y entregas de alimentos en línea

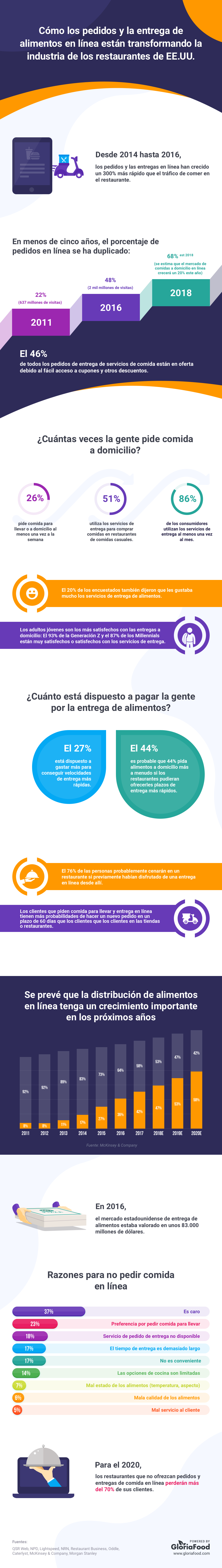
Cómo los pedidos y la entrega de alimentos en línea están transformando la industria de los restaurantes de EE.UU

Desde 2014 hasta 2016, los pedidos y las entregas en línea han crecido un 300% más rápido que el tráfico de comer en el restaurante.

Según un informe de investigación realizado por UBS titulado "Is the Kitchen Dead?
Los pedidos en línea han comenzado a convertirse en la norma, gracias a la conveniencia, exactitud y capacidad de integrar pagos. A escala, la entrega ubicua bajo demanda y por suscripción de comida preparada podría significar el fin de la cocina en casa. 
Según Hudson Riehle, vicepresidente senior de Servicios de Investigación e Innovación de la Asociación Nacional de Restaurantes.
El componente externo ha sido el principal responsable del crecimiento de la industria durante la última década, y no disminuirá en 2018 y más allá. Desde el punto de vista del consumidor, no hay nada más conveniente que que el restaurante acuda a ellos.
Según Warren Solochek, president of NPD’s Foodservice Practice: 
La entrega personifica la conveniencia, que es el valor de usar el servicio de alimentos en primer lugar. Si la entrega se ajusta al modelo de negocio de un operador de servicio de alimentos y es factible desde el punto de vista operativo, definitivamente necesitan agregarlo como una opción para mantenerse competitivos.